# 구데아

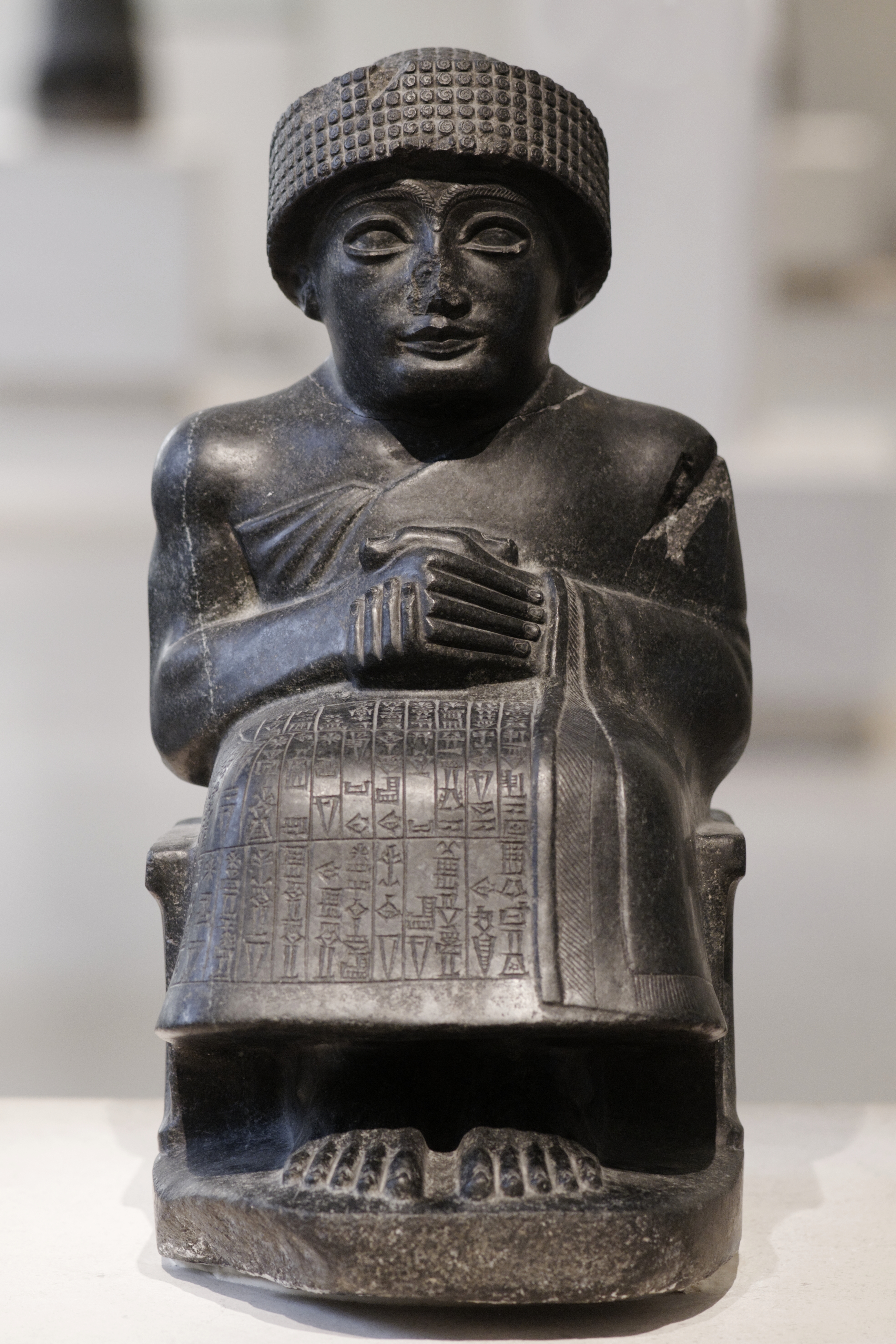
Diorite 동상, 루브르 박물관

구데아는 남 메소포타미아의 도시 라가시를 다스린 지배자(재위:기원전 2144년 ~ 기원전 2124년)였다.
그는 아마 도시 출신이 아니며 라가시의 우르바바(제위 기원전2164 - 2144)의 공주 니날라와 결혼하였다.
그리하여 라가시의 왕가에 들어갈 수 있었다. 그는 왕자 우르닌기르수에 의해 계승되었다.